# Porque el amor manda
Porque el amor manda est une telenovela mexicaine diffusée entre le 8 octobre 2012 et le 16 juin 2013 sur Canal de las Estrellas.

## Distribution

### Rôles principaux
- Fernando Colunga : Jesús García
- Blanca Soto : Alma Montemayor
- Maria Elisa Camargo : Patricia Zorrilla Antagoniste
- Erick Elías : Rogelio Rivadeneyra Antagonist principal
- Claudia Álvarez : Verónica Hierro de Franco Antagoniste principale
- Alejandro Avila : Fernando Rivadeneyra Antagonist
- Ninel Conde : Discua Paz de la Soledad / Lucía Montemayor
- Jeimy Osorio : Jéssica Reyes Antagoniste
- Julissa : Susana Arriaga
- Kika Edgar : Xochitl Martínez
- Violeta Isfel : Marisela Pérez-Castellanos
- Jorge Aravena : Elías Franco
- Enrique Lizalde : Sebastián
- Carmen Salinas : Luisa "Chatita" Herrera Morales
- Beatriz Morayra : Martha Ferrer
- Ricardo Margaleff : Julio Pando
- Rubén Cerda : Gilberto Godínez
- Darío Ripoll : Lic. Oliverio Cárdenas
- Silvia Pasquel : Agripina Herrera Morales
- Antonio Medellín : Pánfilo Pérez-Castellanos
- Jessica Segura : Minerva
- Ricardo Fastlicht : Ricardo Bautista
- María José Mariscal : Valentina Franco García Hierro
- Sussan Taunton : Agente Delia Torres
- Ricardo Kleinbaum : Malvino
- Juan Ignacio Aranda : Máximo Valtierra
- Raúl Buenfil : Luis

## Diffusion internationale
| Pays                   | Chaîne                                 | Titre                | Première diffusion |
| ---------------------- | -------------------------------------- | -------------------- | ------------------ |
| Mexique                | Canal de las Estrellas                 | Porque el amor manda | 8 octobre 2012     |
| Argentine              | Canal de las Estrellas Amérique latine | Porque el amor manda | 8 octobre 2012     |
| Chili                  | Canal de las Estrellas Amérique latine | Porque el amor manda | 8 octobre 2012     |
| Colombie               | Canal de las Estrellas Amérique latine | Porque el amor manda | 8 octobre 2012     |
| Costa Rica             | Canal de las Estrellas Amérique latine | Porque el amor manda | 8 octobre 2012     |
| Équateur               | Canal de las Estrellas Amérique latine | Porque el amor manda | 8 octobre 2012     |
| Guatemala              | Canal de las Estrellas Amérique latine | Porque el amor manda | 8 octobre 2012     |
| République dominicaine | Canal de las Estrellas Amérique latine | Porque el amor manda | 8 octobre 2012     |
| Paraguay               | Canal de las Estrellas Amérique latine | Porque el amor manda | 8 octobre 2012     |
| Uruguay                | Canal de las Estrellas Amérique latine | Porque el amor manda | 8 octobre 2012     |
| Venezuela              | Canal de las Estrellas Amérique latine | Porque el amor manda | 8 octobre 2012     |
| Panama                 | Canal de las Estrellas Amérique latine | Porque el amor manda | 8 octobre 2012     |
| Panama                 | Telemetro Canal 13                     | Porque el amor manda |                    |
| Pologne                | TV4                                    | Gra o miłość         | 4 mars 2013        |
| Hongrie                | TV2                                    | Amit a szív diktál   | 4 mars 2013        |
| États-Unis             | Univision                              | Porque el amor manda | 11 mars 2013       |

## Autres versions
- El secretario (Caracol Televisión, 2011-2012), avec Juan Pablo Espinosa, Stephanie Cayo, Martín Karpan, Andrea López et Helga Díaz.

### Sources
- (en) Cet article est partiellement ou en totalité issu de l’article de Wikipédia en anglais intitulé « Porque el Amor Manda » (voir la liste des auteurs).

- (es) Cet article est partiellement ou en totalité issu de l’article de Wikipédia en espagnol intitulé « Porque el amor manda » (voir la liste des auteurs).